# リューキン
リューキンは、ソビエト連邦（当時）の体操選手ワレリー・リューキンが考案した床と鉄棒の技にそれぞれ付けられた名称の事である。
床・・・後方抱え込み3回宙返り
1980年代後半に考案されたが極めて難易度が高い上に、大会等でも使用される事がほとんど無い為、なかなか目にする機会がない。技の披露順はロンダートからバック転し、後方抱え込み3回宙返りを行う。2013年現在でも男子床に於いては最高難度のG難度である。
鉄棒・・・伸身トカチェフ（懸垂前振り開脚背面とび越し懸垂）一回ひねり
2013年現在男子鉄棒に於いてF難度の認定を受けている。